# جبل غورونغوسا
جبل غورونغوسا هو جبل معزول في محافظة سفالة بوسط موزمبيق. أعلى قمة له، غوغوغو، يصل ارتفاعه إلى 1863 مترًا (6112 قدمًا). نشأ بواسطة بركانية كارو.
أصبحت المنطقة العليا من الجبل (فوق 700 متر) جزءًا من منتزه غورونغوسا الوطني الذي أُنشئ من قبل الحكومة الموزمبيقية في عام 2010. ويقع الجزء الرئيسي من المنتزه على ارتفاع منخفض إلى الشرق من الجبل.